# Ahuacapan, Puebla
Ahuacapan är en ort i Mexiko.   Den ligger i kommunen Quimixtlán och delstaten Puebla, i den sydöstra delen av landet, 210 km öster om huvudstaden Mexico City. Ahuacapan ligger 1 704 meter över havet och antalet invånare är 563.
Terrängen runt Ahuacapan är varierad. Ahuacapan ligger nere i en dal. Runt Ahuacapan är det tätbefolkat, med 266 invånare per kvadratkilometer. Närmaste större samhälle är Rafael J. García, 5,6 km sydväst om Ahuacapan. I omgivningarna runt Ahuacapan växer i huvudsak blandskog.